# 星際大戰日
星際大戰日（英語：Star Wars Day）是一個於5月4日舉辦的非官方紀念日，慶祝由喬治·盧卡斯所創作的電影系列《星際大戰》。慶祝該紀念日的人們透過媒體等管道來傳遞慶祝氣氛。該紀念日選於5月4日舉行的原因來自於《星際大戰》電影中的一句經典台詞「願原力與你同在」（May the Force be with you），影迷取其諧音，變成「於5月4日與你同在」（May the fourth be with you），將當天訂為紀念日。
第一次有經過組織的星際大戰日慶祝活動於2011年在加拿大舉行。自華特迪士尼公司於2012年買下盧卡斯影業以來，迪士尼樂園和華特迪士尼世界度假區舉行了數場《星際大戰》的慶祝活動。國際太空站的太空人在2015年的星際大戰日時觀賞了《星際大戰》。星際大戰日的隔天5月5日被稱為「5日的復仇」，而5月6日則被粉絲稱為「6日的復仇」。

## 起源與慶祝方式
該紀念日之所以會選於5月4日舉行，是因為《星際大戰》電影中的一句經典台詞「願原力與你同在」（May the Force be with you），影迷取其諧音，變成「於5月4日與你同在」（May the fourth be with you），將該日子訂為紀念日。儘管該紀念日並不是由盧卡斯影業所創辦且也沒有得到盧卡斯影業的證實，但世界各地的《星際大戰》影迷多選在這天慶祝該節日。慶祝該紀念日的人們透過媒體等管道來傳遞慶祝氣氛。

## 慶祝活動

粉絲製作的動畫標誌

2011年，第一次有經過組織的星際大戰日慶祝活動於加拿大安大略省的多倫多地下電影院（Toronto Underground Cinema）舉行。慶祝活動包含服裝競選等。隔年的紀念日，多倫多地下電影院同樣有慶祝活動。英國政治家鮑里斯·強森與加拿大總理賈斯汀·杜魯道曾分別於2012年和2017年在社交媒體或電視上表達慶祝之意。迪士尼在買下《星際大戰》版權後陸陸續續舉辦了多場慶祝活動。2013年，職棒小聯盟球隊托萊多泥母雞穿著以丘巴卡為主題的球衣上場，慶祝星際大戰日，而另一球隊杜罕公牛也在隔年的星際大戰日穿上以R2-D2為主題的球衣。國際太空站的太空人在2015年的星際大戰日時觀賞了《星際大戰》。

## 事件
2017年的星際大戰日時，美國威斯康辛州的一名學生扮裝成達斯·維達的行為使全校進行撤離。據Facebook頁面上的一份聲明，該學生扮裝前往高中慶祝星際大戰日。當時，一名家長在察覺到可疑情況後向校方舉報，導致全校撤離。校方稱這「沒有構成法律上的威脅」，聲明「該事件沒有威脅的意圖，但學生將會被追究責任」。
2018年的星際大戰日，台灣的星際大戰迷由光劍狂馬可多的帶領下，扮裝成星際大戰角色至總統府與副總統陳建仁一起慶祝星際大戰日。不過該舉遭到部分保守人士批評，如其中一名扮演莉亞公主的星際大戰迷就因服裝暴露而被包括唐湘龍在內的政治評論家認為「不妥」。馬可多多次在個人的Facebook頁面反駁，並號召粉絲向NCC檢舉指責星戰日的政論節目。

## 相關
洛杉磯市議會宣布，2007年5月25日為「星際大戰日」，以紀念《星際大戰》（後重新命名為《星際大戰四部曲：曙光乍現》）上映30週年。同樣在5月25日舉行的極客自豪日的想法，便是參考自星際大戰日、毛巾日及碟形宇宙日。

### 「5日的復仇」與「6日的復仇」
星際大戰日的隔天5月5日，已有了「5日的復仇」（Revenge of the Fifth）的稱號，在那天，影迷會放映電影《星際大戰三部曲：西斯大帝的復仇》（Star Wars Episode III: Revenge of the Sith），並透過讚頌《星際大戰》系列的反派角色西斯加入「黑暗面」。此外，也有部分的粉絲會在被稱為「6日的復仇」（Revenge of the Sixth）的5月6日慶祝。

## 外部連結
- 官方网站